# Ґвенпул
Ґвенпул (англ. Gwenpool), справжнє ім'я — Ґвендолін «Ґвен» Пул (англ. Gwendolyn "Gwen" Poole) — супергероїня коміксів американського видавництва Marvel Comics. Героїня походить із «реального світу» й опиняється у вигаданому всесвіті Marvel. Вона була створена Крістофером Гастінґсом, Гезер Антос і Джорданом Д. Вайтом.
Перші дві історії за участі Ґвенпул — коротка історія в коміксі Howard the Duck та святковий випуск Gwenpool Holiday Special, ілюстрований художнім дуетом Ґуріхіру, — стали підґрунтям для подальшого розвитку персонажа. Після публікації спецвипуску Marvel анонсувала повноцінну серію The Unbelievable Gwenpool (квітень 2016 — квітень 2018), створену тією ж творчою командою. Основними художниками залишались Ґуріхіру, а також Ірен Стрічальскі. Випуск Unbelievable Gwenpool #0 зібрав дебютні появи Ґвен із Howard the Duck і святкового спецвипуску.
Крім основної серії, персонажка з’являється в таких проєктах як Gwenpool Strikes Back, Aromancing of Gwendolyn Poole, фінальний том серії Spider-Man/Deadpool, а також у запланованій серії Gwenpool (2025). У серії West Coast Avengers Ґвен постає як «мати» Акули Джеффа, з яким згодом з’являється у спінофі It’s Jeff! (починаючи з другого сезону).
Ґвенпул часто протистоїть суперлиходію МОДОК, зокрема у серіях The Unbelievable Gwenpool, West Coast Avengers та MODOK: Head Games.
У сюжетній арці Beyond the Fourth Wall представлена майбутня зловісна версія Ґвен, яка стає заклятим ворогом Майлза Моралеса. Ця версія виступає головним антагоністом відеогри Marvel Duel, у якій Ґвен також є головною героїнею. Окрім того, героїня доступна як ігрова персонажка у відеоіграх Marvel Contest of Champions, LEGO Marvel Super Heroes 2 та Fortnite.

## Історія публікації
У червні 2015 року, після комерційного успіху серії Spider-Gwen, Marvel започаткувала кампанію альтернативних обкладинок для всіх своїх поточних видань, на яких персонаж Ґвен Стейсі був переосмислений у вигляді інших героїв — зокрема Доктора Стренджа, Ґрута та Росомахи. Однією з таких обкладинок стала варіація з Дедпулом, намальована художником Крісом Бачало для Deadpool’s Secret Secret Wars #2. Популярність цієї обкладинки серед фанатів — зокрема у вигляді косплеїв персонажа, який ще не мав жодної історії — привернула увагу редактора Marvel Джордана Вайта. Він звернувся до сценариста Крістофера Гастінґса та редакторки Гезер Антос із завданням створити повноцінну історію для нової героїні. Однією з умов було те, що героїня повинна бути повністю незалежною як від Ґвен Стейсі, так і від Дедпула (що дозволяло зберегти права на персонажа в межах Marvel Studios, а не передавати їх 20th Century Fox чи Sony Pictures).
Дебют Ґвенпул відбувся у тричастинній історії Howard the Duck (листопад 2015 — січень 2016), під назвою Ms. Poole if You're Nasty, а також у святковому випуску Gwenpool Holiday Special #1 (грудень 2015). Під час розробки персонажа Гастінґс запропонував ідею героїні, яка усвідомлює злам четвертої стіни, бо походить зі світу, де існують комікси Marvel. Ця свідомість формує легковажне ставлення до нового світу, оскільки вона не сприймає його як реальний — «вона вирішує діяти так, ніби грає в Grand Theft Auto». У той самий час Ґвен не має ані суперздібностей, ані підготовки, типової для персонажів Marvel.
Сюжетна арка в Howard the Duck була ілюстрована бразильським художником Даніло Бейрутом, а святковий випуск — японським дуетом Ґуріхіру. Після позитивного сприйняття Marvel розпочала публікацію серії The Unbelievable Gwenpool у квітні 2016 року. Гастінґс запросив Ґуріхіру повернутись до художнього оформлення, а редакторкою серії виступила Антос. Серія завершилася на 25-му випуску (усього було 26 випусків, #0 включно), однак Ґвен також з’являлась у спеціальних випусках Gwenpool Holiday Special: Merry Mix-Up #1 і Edge of Venomverse #2.
У 2018 році Ґвен приєдналася до оновленої команди Месників Західного узбережжя. Після завершення цієї серії вона стала головною героїнею мінісерії Gwenpool Strikes Back (2019), написаної Лією Вільямс з ілюстраціями іспанського художника Давіда Бальдеона. Також вона з’явилася у мінісерії MODOK: Head Games (2020–2021) від шоуранерів серіалу «М. О. Д. О. К.», Паттона Освальта і Джордана Блума, з художником Скоттом Гепберном.
У 2022 році Ґвен стала однією з головних героїнь вебтун-серії It’s Jeff!, написаної Келлі Томпсон та проілюстрованої Ґуріхіру, де вона виховує Акулу Джеффа разом із Кейт Бішоп. У 2023 році вона отримала власну романтичну арку в антології Love Unlimited, яка отримала назву Aromancing of Gwendolyn Poole (автор — Джеремі Вайтлі), у якій канонічно підтверджено її аромантично-асексуальну ідентичність.
У тому ж році персонаж з’явився в серії Alligator Loki, де відвідує пляж із Джеффом та Лаурою Кінні. Через відсутність референсів колорист Піт Пантазіс випадково зобразив її з рудим волоссям і в синьому купальнику, надихаючись Ґвен Теннісон із «Бен 10».
У рамках події Venom War (листопад 2024) Ґвен знову з’явилася у випуску Venom War: It’s Jeff #1, знову у творчій команді Томпсон і Ґуріхіру. У травні 2025 року вона повернулась у сольній серії The All-New All-Deadly Gwenpool (або просто Gwenpool), де разом із Кейт Бішоп і Пітером Паркером протистоїть фіолетовій самозванці — Ґвен Стейсі, воскреслій із подібними до Зброї-Ікс здібностями під ім’ям Ікс-31. Після того, як Ґвен стала примарою, вона тимчасово вселяється в тіло Пітера, щоб перемогти Ікс-31, а згодом повертається до життя.

## Інші версії

### Темна Ґвенпул
Зла альтернативна версія Ґвен з майбутнього, що називається Зла Ґвенпул у мерчендайзі або Темна Ґвенпул у деяких відеоіграх, представлена в сюжетній арці «За четвертою стіною» як майбутній архіворог Майлза Моралеса. Вона подорожує в часі, щоб запобігти тому, аби Ґвен стала нею, оскільки зла Ґвен розпочала Громадянську війну III, розкрила таємну особистість Майлза світові та маніпулювала Гоблінами майбутнього, щоб ті вбили батьків, дружину та дитину Майлза для неї. Після того, як Ґвен відкидає своє зле «я», вона, очевидно, стирається з існування. Темна Ґвенпул повернеться як головний антагоніст відеогри Marvel Duel та з'явиться камео в альтернативному всесвіті Peter Parker & Miles Morales: Spider-Men Double Trouble, відвідуючи конвенцію лиходіїв разом із Батроком Стрибуном.

### Venomverse(2017)
Версія Ґвен з альтернативного всесвіту зливається з симбіотом Веномом, який має унікальну обізнаність щодо реальності та знання Мультивсесвіту Marvel, але її вбивають та поглинають «Отрути» Веномверсу.

### Deadpool Kills the Marvel Universe Again(2017)
Альтернативна версія Ґвен з'являється в третьому випуску цієї мінісерії. Ґвен наймають Місячний лицар та Каратель, щоб знайти місцезнаходження злих версій Магнето, Червоного черепа, Огиди та Доктора Дума, які контролюють Дедпула, щоб той вбивав героїв цього Всесвіту Marvel. З'ясовується, що події серії відбуваються в реальності, подібній до «Старого Лоґана», оскільки Дедпул натрапляє на Маєток Людей Ікс після того, як Містеріо обманом змушує Лору Кінні / Росомаху вбити Людей Ікс. Старий Лоґан протягом випуску усвідомлює, що саме це й відбувається.

## Сприйняття
- У 2017 році Comic Book Resources поставив Ґвенпул на 1-ше місце у списку «15 популярних персонажів коміксів, які починалися як жарти»[20].
- У 2017 році ComicBook.com включив Ґвенпул до списку «5 найкращих костюмів Дедпула»[21].
- У 2019 році WhatCulture поставив Ґвенпул на 6-те місце у списку «10 найкращих нових персонажів коміксів десятиліття»[22].
- У 2020 році Comic Book Resources поставив Ґвенпул на 2-ге місце у списку «Marvel: 10 жартівливих персонажів, яких давні шанувальники завжди будуть любити та пам'ятати»[23] і на 7-ме місце у списку «10 наймогутніших героїв-підлітків у коміксах Marvel»[24].
- У 2020 році видання Scary Mommy включило Ґвенпул до списку «195+ жіночих персонажів Marvel — справді героїчні»[25].
- У 2020 році видання WhatCulture поставило Ґвенпул на 9 місце у списку «10 геніальних ідей коміксів, які мали б бути жахливими»[26].
- У 2022 році Screen Rant поставив Ґвенпул на 1-ше місце у списку«9 найсильніших Месників Західного узбережжя»[27], 3-тє місце у списку «10 культових Месників Західного узбережжя»[28], 5-те місце у списку «10 найкращих версій Дедпула»[29] та 8-ме місце у списку «10 асексуальних ікон у коміксах»[30].

## Поза коміксами

### Відеоігри
- Ґвенпул з'являється як ігровий персонаж у грі Marvel Future Fight.
- Ґвенпул з'являється як ігровий персонаж у Marvel Strike Force.
- Ґвенпул присутня в Marvel Puzzle Quest[31].
- Ґвенпул з'являється як ігровий персонаж в Marvel Contest of Champions[32]. У грі також є антагоністична Ґвенперіон, яку М.О.Д.О.К. наділив силами Гіперіона.
- Ґвенпул з'являється в Lego Marvel Super Heroes 2, озвучена Беккою Стюарт[33].
- Ґвенпул з'являється як головний герой Marvel Duel[34].
- Ґвенпул представлена як картка в Marvel Snap[35].
- Ґвенпул та її скін «Темна Ґвенпул» є доступними для гри в Fortnite[36].